# Front porch campaign

La caricature de Clifford Berryman représentant la campagne d'Eugene V. Debs depuis la prison satirise la campagne électorale de Warren G. Harding lors de l'élection de 1920.

Une front porch campaign, que l'on pourrait traduire par campagne de perron, est une campagne électorale discrète utilisée dans la politique américaine dans laquelle le candidat reste près de chez lui ou chez lui d'où il publie des déclarations écrites et prononce des discours devant les partisans qui viennent lui rendre visite. Le candidat ne voyage généralement pas et ne fait pas activement campagne. Les campagnes présidentielles de James A. Garfield en 1880, de Benjamin Harrison en 1888, de William McKinley et de Warren G. Harding sont peut-être les front porch campaigns les plus connues.

## Campagne de McKinley

Une délégation rend visite au candidat républicain à la présidence William McKinley chez lui à Canton, dans l'Ohio, en octobre 1896.

Le candidat opposé à McKinley, William Jennings Bryan, prononça plus de 600 discours et parcouru de nombreux kilomètres à travers les États-Unis pour faire campagne, mais McKinley surpassa cela en dépensant environ deux fois plus d'argent pour sa campagne. Alors que McKinley était chez lui à Canton, dans l'Ohio, pour mener sa « campagne depuis son balcon », Mark Hanna collectait des millions de dollars pour aider à sa campagne. Hanna organisa également la visite de plusieurs délégations auprès de McKinley pour l'entendre prononcer un court discours qui serait ensuite diffusé dans les journaux. Ces délégations étaient composées de groupes d’intérêt et démographiques divers.
Tout au long de l'élection présidentielle américaine de 1896, William McKinley s'est adressé à plus de 700 000 partisans devant sa maison à Canton. Ces discours ont commencé par des réunions organisées entre McKinley et des délégations venues de tout le pays. Même si le fait de réunir ces délégations couta cher, dans l’ensemble, cette idée s’avéra une bonne stratégie en raison de la publicité qu’elle généra. De plus, étant donné que les responsables de la campagne de McKinley choisissaient ceux qui allaient voyager dans ces délégations, il était possible de faire en sorte que ceux qui prenaient la parole présentent McKinley de manière positive.

### Whistle Stop Train Tour
La campagne de McKinley contrastait fortement avec la Whistle-stop train tour (en), une tournée en train avec de nombreux et brefs arrêt, sans précédent de William Jennings Bryan à travers les États-Unis. Une étude de 2022 a utilisé ces différentes stratégies de campagne pour évaluer l’impact des visites de campagne. L'étude a révélé que « les visites de campagne de Bryan ont augmenté sa part de vote d'environ un point de pourcentage en moyenne ».

## Warren G. Harding
Un autre président connu pour sa front porch campaign est Warren G. Harding lors de l'élection présidentielle de 1920. Harding était un Républicain qui s'opposait à la gestion de la Première Guerre mondiale par le président en exercice Woodrow Wilson et aux décisions de la Société des Nations. Il soutint de nouvelles lois sur l'immigration et le commerce, en utilisant cela pour promouvoir son idée d'une promesse de retour à la normale. Sur le plan social, il se battit pour mettre fin aux lynchages et  apporta son soutien au droit de vote des femmes. Il se présenta contre le Démocrate libéral James M. Cox. Celui-ci soutenait Wilson et avait prévu de poursuivre son discours idéaliste progressiste au cours de son mandat. Dans sa maison de Marion, dans l'Indiana, Harding utilisa une stratégie de front porch campaign dans cette course électorale où il utilisa des phrases clichées pour afficher son récit du retour du pays à la normale. Cela permit à Harding de remporter l'élection présidentielle par une écrasante majorité, recueillant 404 grands électeurs contre 127 pour Cox. Harding mourut d'une crise cardiaque au cours de son premier mandat, le 2 août 1923, remplacé par son vice-président Calvin Coolidge.

## James A. Garfield
James A. Garfield était le candidat républicain à l'élection présidentielle de 1880. Il se présenta contre le candidat démocrate Winfield Scott Hancock . Garfield  remporta une élection serrée avec moins de 10 000 voix d'avance. À Mentor, dans l'Ohio, Garfield resta chez lui, honorant les traditions de campagne de l'époque qui imitaient la présidence de George Washington. James prononça de courts discours sur sa pelouse où il parla de « l'avenir des hommes de couleur », « des possibilités de la vie », « de l'immoralité des idées » et « des citoyens allemands ».
Durant cette période, le Parti républicain était divisé en deux groupes différents, les Stalwarts et les Half-Breeds. Les Stalwarts étaient plus conservateurs tandis que les Half-Breeds étaient plus progressistes. Garfield dut s'occuper des deux bords de son parti et le fit en nommant James G. Blaine, un Stalwart, comme secrétaire d'État et des Half-Breed's à d'autres postes importants. Les Stalwarts avaient le sentiment d’avoir été sous-représentés, ce qui conduisit à l’assassinat de Garfield le 2 juillet 1881 par Charles Guiteau, qui s'exclama : « Je suis un Stalwart et Arthur est président maintenant ! ». Guiteau fut reconnu coupable puis pendu en 1882.

## Benjamin Harrison
Benjamin Harrison s'inspira de Garfield et mena sa propre campagne électorale à Indianapolis pour l'élection de 1888. Durant cette période, plus de 350 000 personnes sont venues le voir, beaucoup lui offrant des cadeaux. Harrison prononça des discours dans lesquels il parla de tarifs douaniers hautement protégés et offrit un soutien pour les pensions des soldats de l'Union. Il reçut un soutien considérable de la part de ceux-ci qui cherchaient à protéger leurs maisons et leurs familles. À cette époque, les fameuses lois Jim Crow étaient mises en place. Pour lutter contre cette situation, Harrison accueillit de nombreux Afro-Américains dont il s'était engagé à protéger les droits. Harrison remporta l'élection présidentielle avec 233 grands électeurs, malgré le fait que Grover Cleveland ait remporté le vote populaire mais seulement 168 grands électeurs.